# Gerald Andrew Gettelfinger
Gerald Andrew Gettelfinger (* 20. Oktober 1935 in Ramsey, Harrison County, Indiana) ist ein US-amerikanischer Geistlicher der Römisch-Katholischen Kirche und Altbischof von Evansville.

## Leben
Gerald Gettelfinger empfing am 7. Mai 1961 die Priesterweihe für das Erzbistum Indianapolis.
Papst Johannes Paul II. ernannte ihn am 11. März 1989 zum Bischof in Evansville. Der Erzbischof von Indianapolis, Edward Thomas O’Meara, spendete ihm am 11. April desselben Jahres die Bischofsweihe; Mitkonsekratoren waren Thomas J. O’Brien, Bischof von Phoenix, und Daniel Mark Buechlein OSB, Bischof von Memphis.
Am 26. April 2011 nahm Papst Benedikt XVI. seinen altersbedingten Rücktritt an.